# Nghèo
 Đây là một bài viết bách khoa có tên Nghèo. Về nghĩa của từ này, xem Nghèo tại Wiktionary.

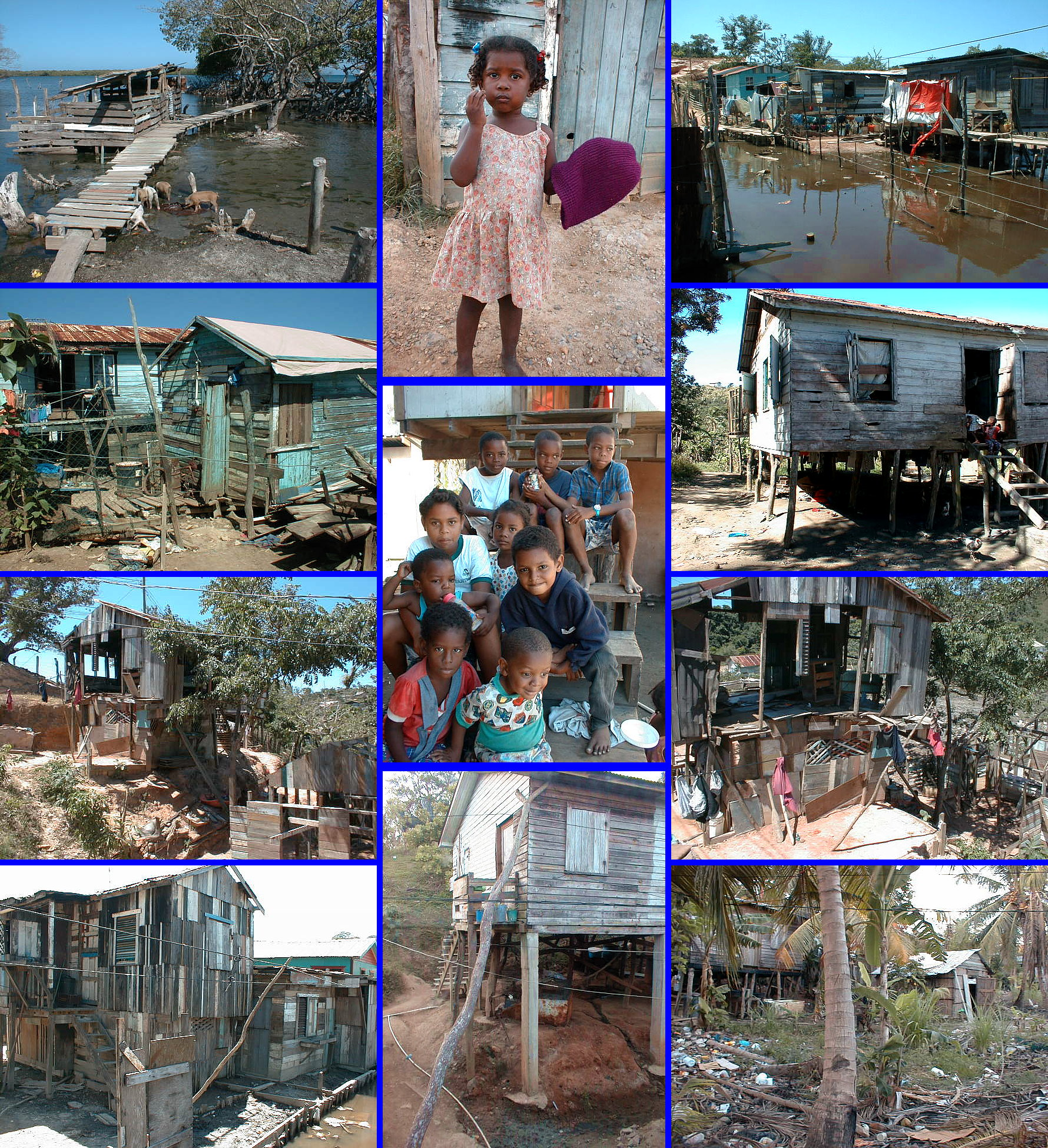
Sưu tập hình ảnh vùng Oak Ridge, Honduras

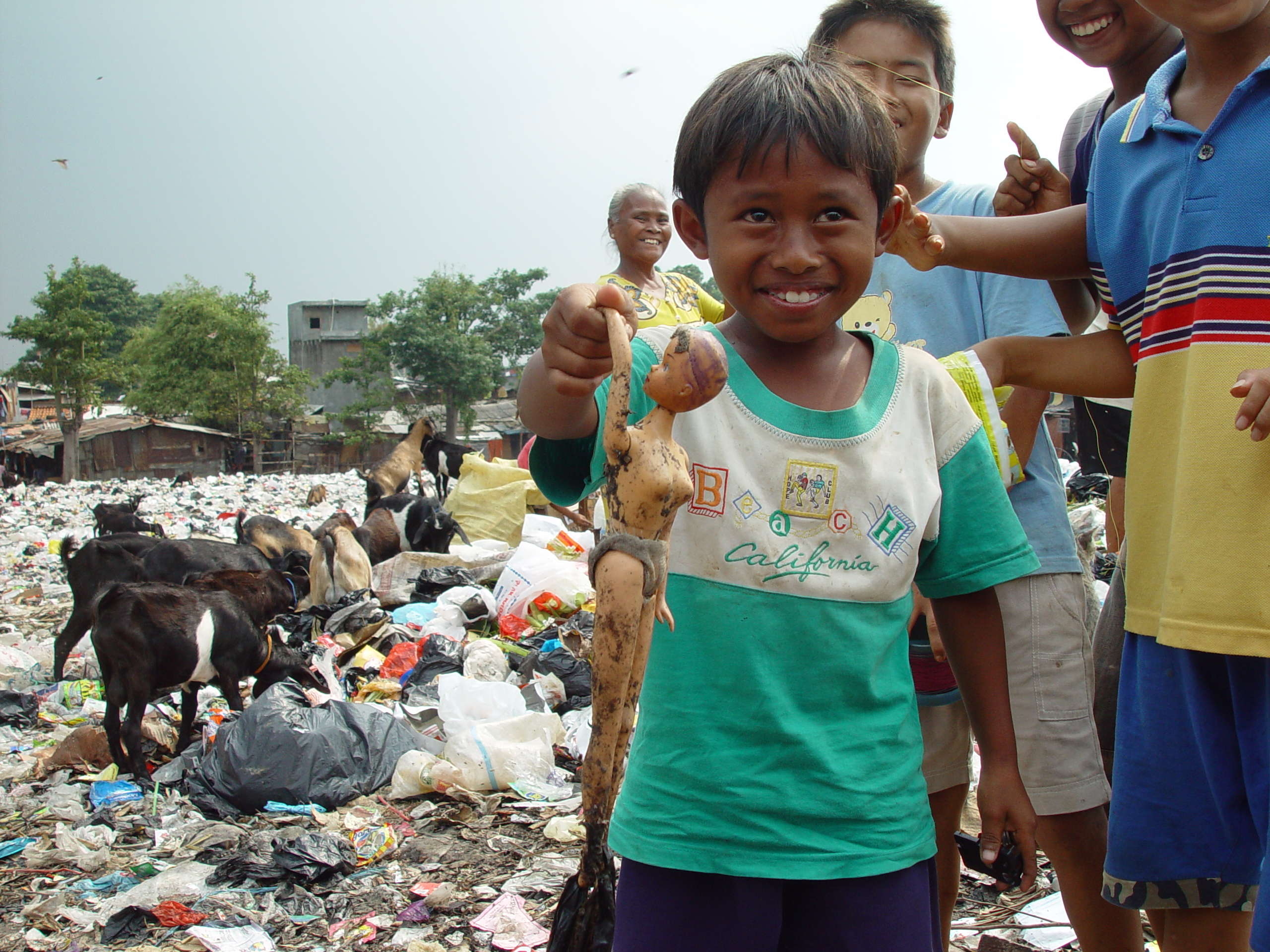
Một bé trai khoe búp bê mới tìm được tại nơi đổ rác Đông Cipinang ở Jakarta, Indonesia 2004.

Nghèo diễn tả sự thiếu cơ hội để có thể sống một cuộc sống tương ứng với các tiêu chuẩn tối thiểu nhất định. Thước đo các tiêu chuẩn này và các nguyên nhân dẫn đến nghèo nàn thay đổi tùy theo địa phương và theo thời gian. Tổ chức Y tế Thế giới định nghĩa nghèo theo thu nhập. Theo đó một người là nghèo khi thu nhập hàng năm ít hơn một nửa mức thu nhập bình quân trên đầu người hàng năm (Per Capita Incomme, PCI) của quốc gia.

## Các định nghĩa

### Nghèo tuyệt đối
Để có một cái nhìn tổng quan về các vấn đề của các nước đang phát triển, Robert McNamara, khi là giám đốc của Ngân hàng Thế giới, đã đưa ra khái niệm nghèo tuyệt đối. Ông định nghĩa khái niệm nghèo tuyệt đối như sau: "Nghèo ở mức độ tuyệt đối... là sống ở ranh giới ngoài cùng của tồn tại. Những người nghèo tuyệt đối là những người phải đấu tranh để sinh tồn trong các thiếu thốn tồi tệ và trong tình trạng bỏ bê và mất phẩm cách vượt quá sức tưởng tượng mang dấu ấn của cảnh ngộ may mắn của giới trí thức chúng ta."
Ngân hàng Thế giới xem thu nhập 1 đô la Mỹ/ngày theo sức mua tương đương của địa phương so với (đô la thế giới) để thỏa mãn nhu cầu sống như là chuẩn tổng quát cho nạn nghèo tuyệt đối. Trong những bước sau đó các trị ranh giới nghèo tuyệt đối (chuẩn) cho từng địa phương hay từng vùng được xác định, từ 2 đô la cho khu vực Mỹ Latinh và Vùng Caribe đến 4 đô la cho những nước Đông Âu cho đến 14,40 đô la cho những nước công nghiệp. (Chương trình Phát triển Liên Hợp Quốc 1997).
Đối với Việt Nam, Chính phủ Việt Nam đã 4 lần nâng mức chuẩn nghèo trong thời gian từ 1993 đến cuối năm 2005.
Theo Quyết định số 143/2001/QĐ-TTg của Thủ tướng Chính phủ ngày 27 tháng 9 năm 2001, trong đó phê duyệt "Chương trình mục tiêu quốc gia xóa đói và giảm nghèo giai đoạn 2001-2005", thì những hộ gia đình có thu nhập bình quân đầu người ở khu vực nông thôn miền núi và hải đảo từ 80.000 đồng/người/tháng (960.000 đồng/người/năm) trở xuống là hộ nghèo, ở khu vực nông thôn đồng bằng những hộ gia đình có thu nhập bình quân đầu người từ 100.000 đồng/người/tháng (1.200.000 đồng/người/năm) trở xuống là hộ nghèo, ở khu vực thành thị những hộ có thu nhập bình quân đầu người từ 150.000 đồng/người/tháng (1.800.000 đồng/người/năm) trở xuống là hộ nghèo.
Theo Quyết định số 170/2005/QĐ-TTg của Thủ tướng Chính phủ ngày 8 tháng 7 năm 2005 về việc ban hành chuẩn nghèo áp dụng cho giai đoạn 2006-2010 thì ở khu vực nông thôn những hộ có mức thu nhập bình quân từ 200.000 đồng/người/tháng (2.400.000 đồng/người/năm)trở xuống là hộ nghèo, ở khu vực thành thị những hộ có thu nhập bình quân từ 260.000 đồng/người/tháng (dưới 3.120.000 đồng/người/năm) trở xuống là hộ nghèo.
Tiêu chuẩn nghèo tại thành phố Hồ Chí Minh năm 2004 là thu nhập bình quân đầu người dưới 330.000 đồng/tháng hoặc 4.000.000 đồng/năm (tương ứng 284USD/năm thấp hơn tiêu chuẩn 360 USD/năm của quốc tế).

### Nghèo tương đối
Trong những xã hội được gọi là thịnh vượng, nghèo được định nghĩa dựa vào hoàn cảnh xã hội của cá nhân. Nghèo tương đối có thể được xem như là việc cung cấp không đầy đủ các tiềm lực vật chất và phi vật chất cho những người thuộc về một số tầng lớp xã hội nhất định so với sự sung túc của xã hội đó.
Nghèo tương đối có thể là khách quan, tức là sự hiện hữu không phụ thuộc vào cảm nhận của những người trong cuộc. Người ta gọi là nghèo tương đối chủ quan khi những người trong cuộc cảm thấy nghèo không phụ thuộc vào sự xác định khách quan. Bên cạnh việc thiếu sự cung cấp vật chất (tương đối), việc thiếu thốn tài nguyên phi vật chất ngày càng có tầm quan trọng hơn. Việc nghèo đi về văn hóa-xã hội, thiếu tham gia vào cuộc sống xã hội do thiếu hụt tài chính một phần được các nhà xã hội học xem như là một thách thức xã hội nghiêm trọng.

### Ranh giới nghèo tương đối
Ranh giới cho nạn nghèo tương đối dựa vào nhiều số liệu thống kê khác nhau cho một xã hội. Một con số cho ranh giới của nạn nghèo được dùng trong chính trị và công chúng là 50% hay 60% của thu nhập trung bình. Vì thế từ năm 2001 trong các nước thành viên của Liên minh châu Âu những người được coi là nghèo khi có ít hơn 60% trị trung bình của thu nhập ròng tương đương. Lý luận của những người phê bình cho rằng con số này trên thực tế cho biết rất ít về chuẩn mực cuộc sống của con người. Những ai hiện tại có ít hơn 50% của thu nhập trung bình thì cũng vẫn có ít hơn 50% của trung bình khi tất cả các thu nhập đều tăng gấp 10 lần. Vì thế những người đó vẫn còn là nghèo tương đối. Và khi những người giàu bỏ đi hay mất tiền của thì sẽ giảm trung bình của thu nhập đi và vì thế làm giảm thiểu nghèo tương đối trong một nước. Ngược lại nghèo tương đối sẽ tăng lên khi một người không nghèo có thể tăng được thu nhập ngay cả khi những người có thu nhập khác vẫn không có thay đổi. Người ta còn phê bình là ranh giới nghèo trộn lẫn vấn đề nghèo với vấn đề phân bố thu nhập. Vì một sự phân chia rõ ràng giữa nghèo và giàu trên thực tế không có nên khái niệm ranh giới nguy cơ nghèo cũng hay được dùng cho ranh giới nghèo tương đối.
Ngược với ranh giới nghèo tương đối, các phương án tính toán ranh giới nghèo tuyệt đối đã đứng vững. Các ranh giới nghèo tuyệt đối được tính toán một cách phức tạp bằng cách lập ra những giỏ hàng cần phải có để có thể tham gia vào cuộc sống xã hội.
Các ranh giới nghèo tương đối và nghèo tuyệt đối đều không có thể xác định được nếu như không có trị số tiêu chuẩn cho trước. Việc chọn lựa một con số phần trăm nhất định từ thu nhập trung bình và ngay cả việc xác định một giỏ hàng đều không thể nào có thể được giải thích bằng các giá trị tự do. Vì thế mà chúng được quyết định qua những quá trình chính trị.

### Định nghĩa theo tình trạng sống
Cái gọi là định nghĩa tình trạng sống lưu ý đến những khía cạnh khác ngoài thu nhập khi định nghĩa "nghèo con người", thí dụ như cơ hội đào tạo, mức sống, quyền tự quyết định, ổn định về luật lệ, khả năng ảnh hưởng đến những quyết định chính trị và nhiều khía cạnh khác. Chương trình Phát triển Liên Hợp Quốc cũng đã đưa ra chỉ số phát triển con người (tiếng Anh: human development index–HDI). Các chỉ thị cho HDI bao gồm tuổi thọ dự tính vào lúc mới sinh, tỷ lệ mù chữ, trình độ học vấn, sức mua thực trên đầu người và nhiều chỉ thị khác. Trong "Báo cáo phát triển thế giới 2000" Ngân hàng Thế giới đã đưa ra bên cạnh các yếu tố quyết định khách quan cho sự nghèo là những yếu tố chủ quan như phẩm chất và tự trọng.

## Nguyên nhân

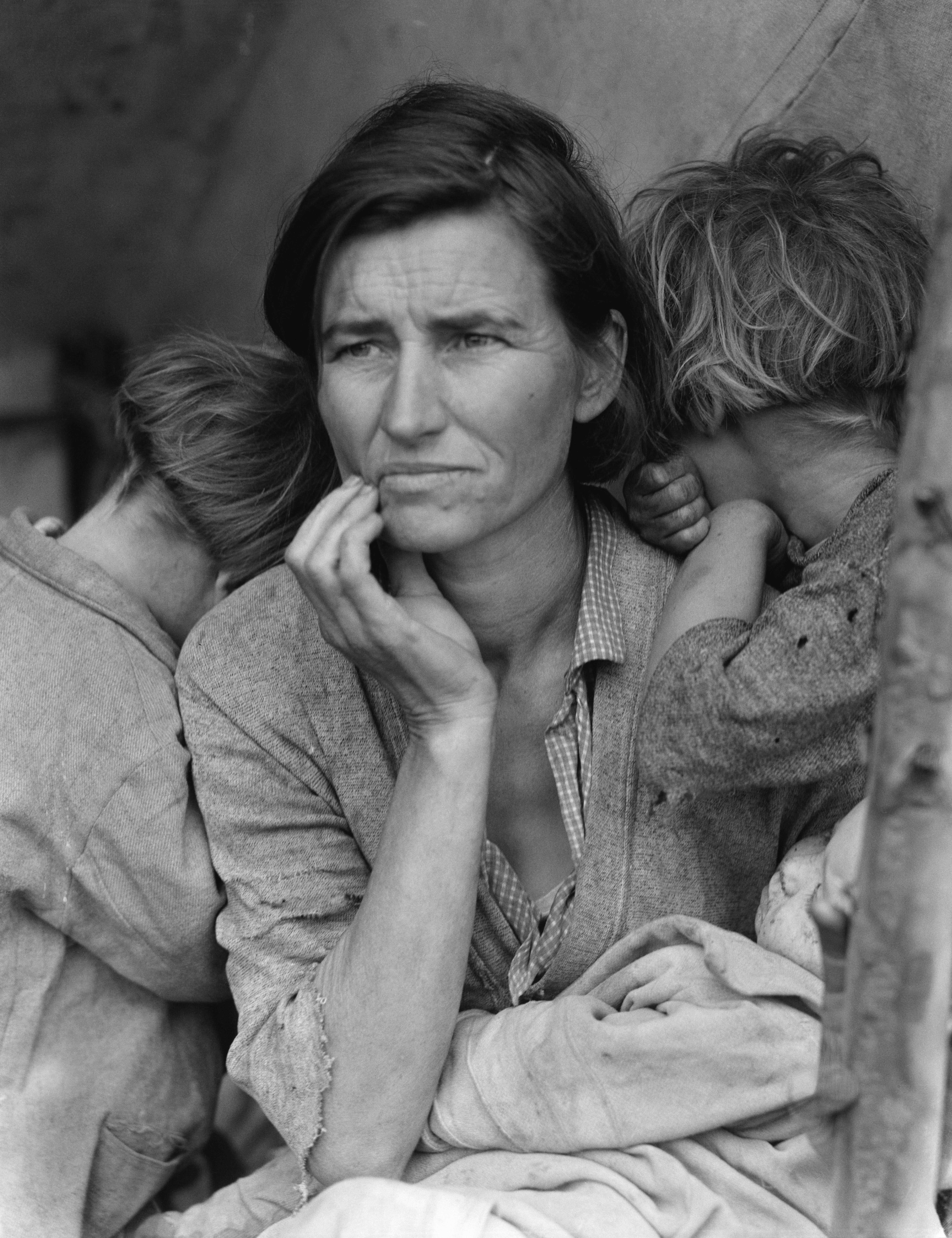
Mẹ và những người con trong thời khủng hoảng kinh tế toàn cầu, Mỹ năm 1936. Ảnh của D. Lange

Những nguyên nhân chính dẫn đến nghèo được liệt kê ra là chiến tranh, cơ cấu chính trị (thí dụ như chế độ độc tài, các quy định thương mại quốc tế không công bằng), cơ cấu kinh tế (phân bố thu nhập không cân bằng, tham nhũng, nợ quá nhiều, nền kinh tế không có hiệu quả, thiếu những nguồn lực có thể trả tiền được), thất bại quốc gia, tụt hậu về công nghệ, tụt hậu về giáo dục, thiên tai, dịch bệnh, dân số phát triển quá nhanh và không có bình đẳng nam nữ.
Yếu tố nguy hiểm chính cho sự nghèo tương đối là thất nghiệp và thiếu việc làm. Ngoài ra những yếu tố nguy hiểm khác là phân bố thu nhập quá mất cân bằng, thiếu giáo dục và bệnh tật mãn tính.
Cho đến thế kỷ 19 sự nghèo nàn phần lớn không được xem như là có nguyên nhân từ xã hội mà là do lỗi lầm cá nhân hay "trời muốn". Cùng với công nghiệp hóa và các tranh cãi chung quanh "câu hỏi xã hội" tại châu Âu, quan điểm cho rằng hiện tượng nghèo nàn phổ biến là kết quả của sự thất bại của thị trường và có thể được làm giảm thiểu bằng các biện pháp quốc gia. Thí dụ như ở Liên hiệp Anh, việc chống nghèo chính là khởi điểm của một chính sách xã hội hiện đại. Thế nhưng trong thời gian gần đây hiệu quả của việc chống nghèo bằng chính sách xã hội tại nhiều nước công nghiệp đã bị đặt câu hỏi vì nhiều hình thức nghèo mới xuất hiện.

## Mức độ

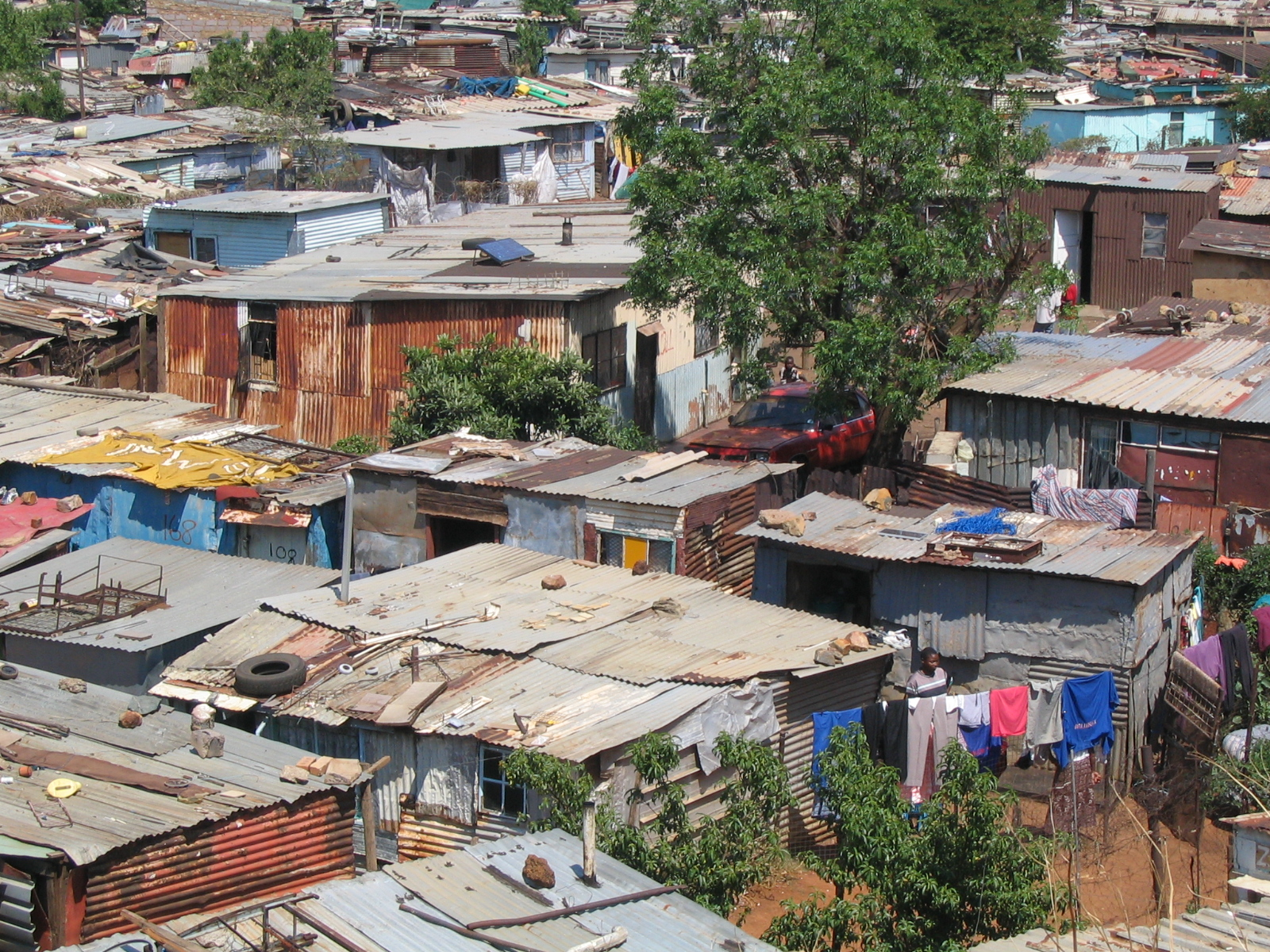
Khu nhà người nghèo tại Soweto, Cộng hòa Nam Phi

### Nghèo trên toàn thế giới
Theo số liệu của Ngân hàng Thế giới thì trong năm 2001 trên toàn thế giới có 1,1 tỉ người (tương ứng với 21% dân số thế giới) có ít hơn 1 đô la Mỹ tính theo sức mua địa phương và vì thế được xem là rất nghèo. (Năm 1981 là 1,5 tỉ người, vào thời gian đó là 40% dân số thế giới, năm 1987 là 1,227 tỉ người tương ứng 30% và năm 1993 là 1,314 tỉ người tương đương với 29%).
Phần lớn những người này sống tại châu Á, thế nhưng thành phần những người nghèo trong dân cư tại châu Phi lại còn cao hơn nữa. Các thành viên của Liên Hợp Quốc trong cuộc họp thượng đỉnh thiên niên kỷ năm 2000 đã nhất trí với mục tiêu cho đến năm 2015 giảm một nửa số những người có ít hơn 1 đô la Mỹ. (Điểm 1 của những mục đích phát triển thiên niên kỷ). Theo thông tin của Ngân hàng Thế giới vào tháng 4 năm 2004 thì có thể đạt được mục đích này nhưng không phải ở tất cả các nước. Trong khi nhờ vào tăng trưởng kinh tế tại nhiều vùng của châu Á, tỷ lệ người nghèo giảm xuống rõ rệt (từ 58% xuống còn 16% tại Đông Á) thì con số những người nghèo nhất lại tăng lên ở châu Phi (gần gấp đôi từ 1981 đến 2001 phía Nam sa mạc Sahara). Tại Đông Âu và Trung Á con số những người nghèo nhất đã tăng lên đến 6% dân số. Nếu như đặt ranh giới nghèo là 2 đô la Mỹ mỗi ngày thì có tổng cộng là 2,7 tỉ người nghèo, gần một nửa dân số thế giới.

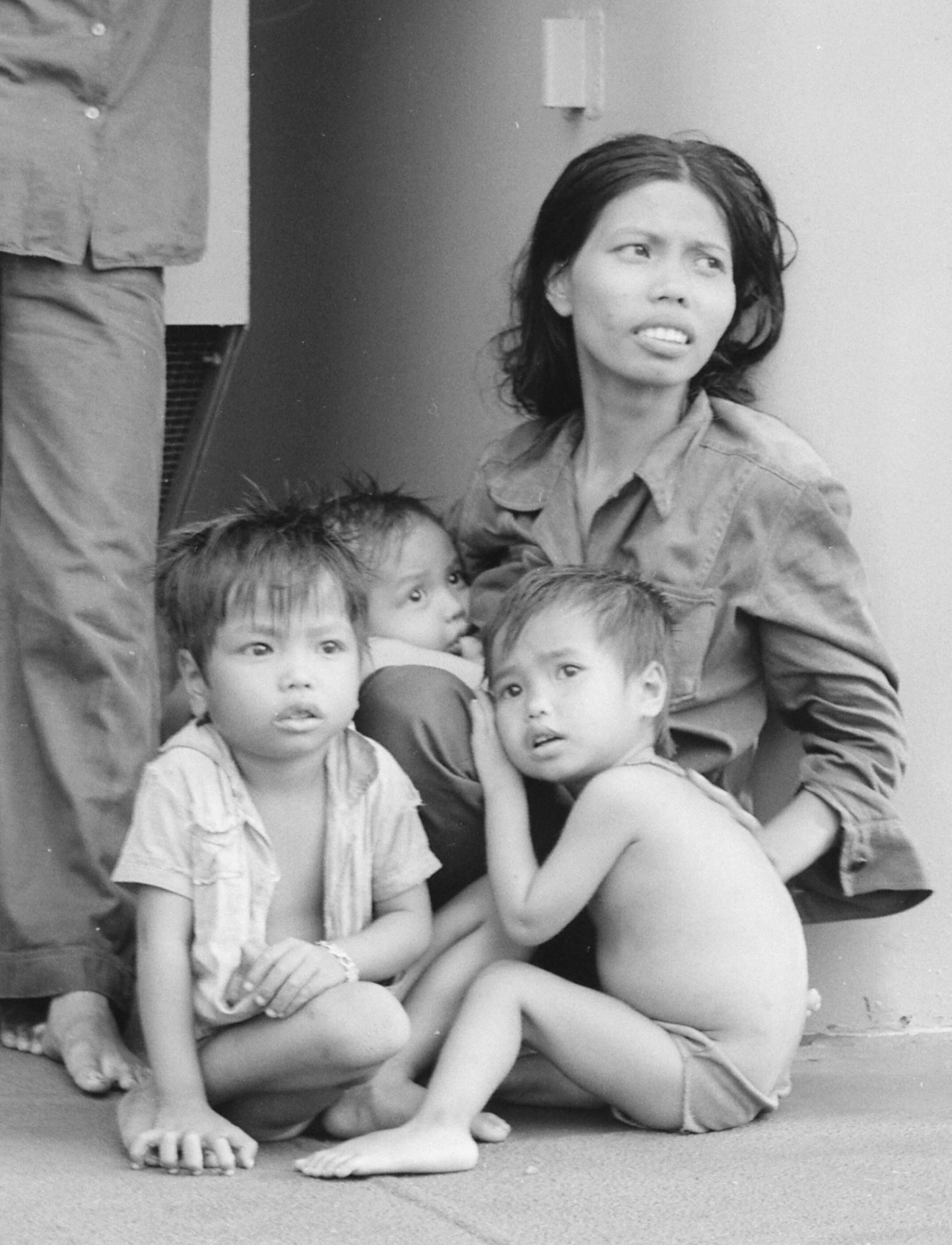
Một gia đình "thuyền nhân" năm 1979.

Nếu xếp theo thu nhập bình quân đầu người thì các nước sau có tỉ lệ người nghèo cao nhất: Malawi, Tanzania, Guiné-Bissau, Burundi và Yemen
Bên cạnh nguyên nhân chính trị, nghèo đói cũng là một nguyên nhân lớn của hiện tượng dân di cư từ vùng núi về đồng bằng, từ nông thôn về thành thị, từ các nước thứ ba về các nước phát triển gây nên hiện tượng thuyền nhân.

### Nạn nghèo tại Áo
Theo số liệu của Bộ Xã hội ("Báo cáo về tình trạng xã hội 2003–2004") thì trong năm 2003 có hơn 1 triệu người ở Áo (13,2% dân cư) có nguy cơ nghèo. Trong năm 2002 là 900.000 hay 12%, năm 1999 là 11%. Ranh giới nguy cơ nghèo là 60% của thu nhập trung bình. Theo đó thì cứ mỗi 8 người thì có một người là có thu nhập ít hơn 785 Euro/tháng. Phụ nữ có tỷ lệ nguy cơ nghèo cao hơn (14%).
Bên cạnh nghèo về thu nhập như là chỉ số cho tình trạng tài chính của một gia đình, ở Áo còn có „nghèo nguy kịch" khi ngoài việc thiệt thòi về tài chính còn có thiếu thốn hay hạn chế nhất định trong những lãnh vực sống cơ bản. Trong năm 2003 có 467.000 người (5,9% dân số) nghèo nguy kịch. Trong năm trước còn là 300.000 người hay 4%. Theo một bản báo cáo của hội nghị về nạn nghèo, lần đầu tiên có số liệu về cái gọi là "working poor": tại Áo có 57.000 người nghèo mặc dầu là có việc làm. Ngoài ra mức độ nguy cơ nghèo phụ thuộc vào công việc làm: Những người làm việc cho đến 20 tiếng hằng tuần có nguy cơ nghèo gấp 3 lần, những người làm việc từ 21 đến 30 tiếng có nguy cơ nghèo gấp đôi những người làm việc từ 31 đến 40 tiếng.

### Nạn nghèo tại Đức
Thu nhập tương đương sau thuế hằng tháng do Cục Thống kê Liên bang tính toán vào năm 2002 là 1.217 Euro trong các tiểu bang cũ và 1.008 Euro trong các nước tiểu bang mới. Theo các tiêu chí của Liên minh châu Âu cho ranh giới nghèo (60%) thì như vậy ranh giới nghèo nằm vào khoảng 730,20 Euro cho phía Tây và 604,80 Euro cho phía Đông của nước Đức. Theo lệ thường thì mức sống xã hội văn hóa tối thiểu được định nghĩa bằng trợ cấp xã hội còn ở dưới ranh giới này.
Theo số liệu từ "Báo cáo giàu và nghèo lần thứ hai" do chính phủ liên bang đưa ra trong tháng 3 năm 2005 thì trong năm 2003 có 13,5% dân số là nghèo. Năm 2002 cũng theo các số liệu này thì con số đó còn là 12,7%, năm 1998 là 12,1%. Hơn 1/3 những người nghèo là những người nuôi con một mình và con của họ. Vợ chồng có nhiều hơn ba con chiếm 19%.
Trẻ em và thanh niên ở Đức có nguy cơ nghèo cao. 15% trẻ em dưới 15 tuổi và 19,1% thanh niên từ 16 đến 24 tuổi thuộc vào diện này. Số trẻ em sống nhờ vào trợ cấp xã hội ở Đức tăng thêm 64.000, lên đến 1,08 triệu trong năm 2003 và đạt đến 1,45 triệu trong thời gian 2004/2005. Theo UNICEF, trẻ em nghèo ở Đức tăng nhanh hơn so với phần lớn các nước công nghiệp. Thêm vào đó nghèo có ảnh hưởng lớn đến cơ hội giáo dục theo nghiên cứu của Hiệp hội Từ thiện Công nhân (Arbeiterwohlfahrt).
Ngược lại thì nạn nghèo ở người già tại Đức giảm đi từ 13,3% năm 1998 xuống 11,4% trong năm 2003. Thế nhưng nạn nghèo ở đây được dự đoán là sẽ tăng vì những người thất nghiệp, làm việc nửa ngày và những người thu nhập ít hiện đang có nhiều sẽ có tiền hưu ít và thêm vào đó là mức tiền hưu của tất cả những người về hưu trong tương lai (tức là tất cả những người làm việc hiện nay) sẽ bị giảm đi theo các cải tổ. Theo một nghiên cứu của Deutsches Institut für Altersvorsorge thì 1/3 công dân liên bang có nguy cơ bị nghèo đi trong tuổi già. Nguyên nhân bên cạnh việc tăng tuổi thọ là các cải tổ về chế độ hưu của năm 2001 và 2004 giảm mức độ tiền hưu theo luật pháp xuống khoảng 18% và việc nhiều công dân liên bang không sẵn sàng tự lo trước cho tuổi già vì không muốn hay không có khả năng (khoảng 60%).

### Nạn nghèo ở Mỹ
Theo số liệu từ bản báo cáo của Cục điều tra dân số tháng 8 năm 2005 thì ở Mỹ con số những người có thu nhập dưới ranh giới nghèo đã liên tiếp tăng đến lần thứ tư. Có 12,7% dân số hay 37 triệu người nghèo và đã tăng 0,2% so với năm trước đó. Một gia đình 4 người được coi là nghèo khi chỉ có thể chi tiêu ít hơn 19.310 đô la Mỹ trong một năm. Đối với những người độc thân thì ranh giới này ở vào khoảng 9.650 đô la.

### Nạn nghèo ở Việt Nam
Theo số liệu của Chương trình Phát triển Liên Hợp Quốc ở Việt Nam, vào năm 2004 chỉ số phát triển con người của Việt Nam xếp hạng 112 trên 177 nước, chỉ số phát triển giới (tiếng Anh: Gender Development Index-GDI) xếp 87 trên 144 nước và chỉ số nghèo tổng hợp (tiếng Anh: Human Poverty Index-HPI) xếp hạng 41 trên 95 nước. Cũng theo số liệu của Chương trình Phát triển Liên Hợp Quốc, vào năm 2002 tỷ lệ nghèo theo chuẩn quốc gia của Việt Nam là 12.9%, theo chuẩn thế giới là 29% và tỷ lệ nghèo lương thực (%số hộ nghèo ước lượng năm 2002) là 10.87%. Vào đầu thập niên 1990, chính phủ Việt Nam đã phát động chương trình Xóa đói giảm nghèo cùng với lời kêu gọi của Ngân hàng thế giới. UNDP cho rằng mặc dù Việt Nam đã đạt được tăng trưởng kinh tế bền vững và kết quả rất ấn tượng 
giảm tỷ lệ nghèo, song vẫn còn tồn tại tình trạng nghèo cùng cực ở một số vùng. Để đạt được các Mục tiêu Phát triển Thiên niên kỷ (MDG), Việt Nam cần phải giải quyết tình trạng nghèo cùng cực.
Cho đến năm 2009, theo chuẩn nghèo trên, cả nước Việt Nam hiện có khoảng 2 triệu hộ nghèo, đạt tỷ lệ 11% dân số. Tuy nhiên, trên diễn đàn Quốc hội Việt Nam, rất nhiều đại biểu cho rằng tỷ lệ hộ nghèo giảm không phản ánh thực chất vì số người nghèo trong xã hội không giảm, thậm chí còn tăng do tác động của lạm phát (khoảng 40% kể từ khi ban hành chuẩn nghèo đến nay) và do là suy giảm kinh tế . Chuẩn nghèo quốc gia của Việt Nam hiện nay là gồm những hộ có mức thu nhập bình quân từ 400.000 đến 650.000 đồng/người/tháng (QĐ 09/2011/QD-TTg). Mặc dù vậy, nhiều hộ gia đình vừa thoát nghèo vẫn rất dễ rớt trở lại vào cảnh nghèo đói. Trong thập kỷ tới đây nỗ lực của Việt Nam trong việc hội nhập với nền kinh tế toàn cầu sẽ tạo ra nhiều cơ hội cho sự tăng trưởng, nhưng cũng đặt ra nhiều thách thức đối với sự nghiệp giảm nghèo.

## Nghèo và môi trường
Trong nhiều khu vực trên thế giới nạn nghèo là một trong những nguyên nhân chính đe dọa và phá hủy môi trường. Các vấn đề có nguyên do từ nạn nghèo làm cản trở các tiến bộ trong bảo vệ môi trường. Phương tiện tài chính cần thiết để bảo vệ môi trường không thể có được tại các vùng có nạn nghèo cao. Klaus Töpfer, lãnh đạo cơ quan môi trường của Liên Hợp Quốc UNEP đã gọi nghèo "là chất độc lớn nhất của môi trường", chống nghèo là điều kiện tiên quyết để có thành tựu trong việc bảo vệ môi trường.